# 30 Korpus Armijny (Imperium Rosyjskie)
30 Korpus Armijny (ros. 30-й армейский корпус) – wyższy związek taktyczny Armii Imperium Rosyjskiego sformowany w czasie I wojny światowej. 

## Podporządkowanie
- 11 Armii (15.11.1914 – 17.01.1915)
- 9 Armii (17.02 –  19.08.1915)
- 8 Armii (1.08.1915 – 1.07.1916)
- Armii Specjalnej (1.07 – 1.11.1916)
- 4 Armii (12.12.1916 – grudzień 1917)

## Dowódcy Korpusu
- gen. lejtnant F. M. Webel (grudzień 1914 – marzec 1915)
- gen. lejtnant A. M. Zajonczkowskij  (marzec 1915 – sierpień 1916)